# Arberânia
Arberânia (em armênio: Առբերանի; romaniz.: Aṙberani), segundo a Geografia de Ananias de Siracena (século VII), foi um gavar (cantão) da província de Vaspuracânia, na Armênia. Para Suren Eremyan, tinha 1 025 quilômetros quadrados. Localizava-se no canto nordeste do lago de Vã, nos vales do curso médio e inferior do rio Arreste (atual Bandimaqui). Centrava-se na cidade de Bercri (atual Muradie). Moisés de Corene afirma que era uma das "terras reais" da Armênia, indicando que fazia parte dos domínios da dinastia arsácida. Mais a frente, ao que parece, fez parte dos domínios da família Genúnio. No século X, Tomás Arzerúnio atestou que o distrito ainda existia como um dos domínios arzerúnidas.